# ウド・ユルゲンス
ウド・ユルゲンス（Udo Jürgens, 出生名：ユルゲン・ウド・ボッケルマン Jürgen Udo Bockelmann, 1934年9月30日 - 2014年12月21日）は、オーストリアのポップ歌手。ピアノの弾き語りスタイルで歌った。ドイツ語圏で最も成功した歌手の一人。
ケルンテン州クラーゲンフルト出身、2007年以降はスイス国籍であった。2014年にドイツ音楽作家賞生涯功労賞を受賞した。トゥールガウ州ミュンスターリンゲンにて没。

## ユーロビジョン・ソング・コンテスト出場歴
1964年から1966年まで、3年連続でユーロビジョン・ソング・コンテストにオーストリア代表として出場している。
| 年度   | 順位 | 曲目                                      |
| ------ | ---- | ----------------------------------------- |
| 1964年 | 6位  | ウォーク・アウェイ Warum nur, warum?      |
| 1965年 | 4位  | 愛のことづけ Sag ihr, ich lass sie grüßen |
| 1966年 | 優勝 | メルシー・シェリー Merci, Chérie          |

## 主な作品
ドイツでの発売年とチャート順位
- 1963年 キス・ミー・クィック Kiss Me Quick (DE #3) ※エルヴィス・プレスリーのカバー
- 1965年 彼女に伝えて Sag ihr, ich lass sie grüssen (DE #9, AT #4)
- 1965年 ブロンドの17歳　Siebzehn Jahr, blondes Haar (DE #4, AT #6)
- 1966年 メルシー・シェリー Merci, Chérie (DE #4, AT #2)
- 1966年 理由を教えて Sag mir wie (DE #4)
- 1968年 ふたりの夜明け Morgen bist du nicht mehr allein (DE #16) ※日本語版あり
- 1968年 コットンフィールズ Cotton Fields (DE #5, AT #4)
- 1968年 マチルダ Mathilda (DE #6, AT #5)
- 1969年 夜だよ、セニョリータ Es wird Nacht, Señorita (DE #6, AT #4)
- 1969年 アヌーシュカ Anuschka (DE #6, AT #3)
- 1974年 ギリシャのワイン Griechischer Wein (DE #1, AT #2, CH #1)
- 1976年 立派な家には Ein ehrenwertes Haus (DE #15, CH #2)
- 1976年 クリームをつけて Aber bitte mit Sahne (DE #5, AT #13, CH #2)
- 1977年 ブギウギ・ベイビー Boogie Woogie Baby (AT #7, CH #9)
- 1978年 ブエノス・ディアス、アルゼンティーナ Buenos dias, Argentina (DE #3, AT #3, CH #3)

（DE：ドイチェ・ムジークチャーツ、AT：エードライ・オーストリア・トップ40、CH：シュヴァイツァー・ヒットパラーデ）
注：日本語タイトルの太字以外は直訳。

### 夕映えの二人
1971年10月に発表され翌1972年に大ヒットした、ペドロ&カプリシャスの「別れの朝」は、ユルゲンスの「夕映えの二人」（原題：Was ich dir sagen will）がオリジナルである。「夕映えの二人」のシングルは文化放送「オール・ジャパン・ポップ20」で1972年3月13日に最高位15位を記録した。原題の意味は「僕が君に伝えたいこと」であり、「それはピアノが伝えてくれる」という内容の詞。